# Kozy
Kozy è un comune rurale polacco del distretto di Bielsko-Biała, nel voivodato della Slesia.
Ricopre una superficie di 26,9 km² e nel 2004 contava 11 373 abitanti.